# Étienne Maurice Gérard
Étienne Maurice Gérard (n. 4 de Abril de 1773 - f. 17 de Abril de 1852) foi um político francês. Ocupou o cargo de primeiro-ministro da França, entre 18 de Julho de 1834 a 10 de Novembro de 1834.